# Сант'Елена (Ређо ди Калабрија)
Сант'Елена је насеље у Италији у округу Ређо ди Калабрија, региону Калабрија.
Према процени из 2011. у насељу је живело 23 становника. Насеље се налази на надморској висини од 507 м.